# Svarttåg
Svarttåg (Juncus anceps) är en tågväxtart som beskrevs av Jean Jacques Charles de Laharpe. Enligt Catalogue of Life ingår Svarttåg i släktet tåg och familjen tågväxter, men enligt Dyntaxa är tillhörigheten istället släktet tåg och familjen tågväxter. Enligt den svenska rödlistan är arten akut hotad i Sverige. Arten förekommer i Götaland. Artens livsmiljö är våtmarker, jordbrukslandskap. Inga underarter finns listade i Catalogue of Life.